# Hieracium astroadenium
Hieracium astroadenium es una especie de planta con flor del género Hieracium, de la familia Asteraceae, orden Asterales.

## Distribución
Hieracium astroadenium se distribuye por Argentina.

## Taxonomía
Fue descrita científicamente por Sleum. Fue publicada en Bot. Jahrb. Syst. 77: 141 (1956).